# Solfara Grotta Affumata
La solfara Grotta Affumata o miniera Grotta Affumata  è stata una miniera di zolfo sita in provincia di Caltanissetta nei pressi del comune di Sutera in località Cimicia di proprietà dei PP. Benedettini di Palermo; essa all'inizio fu data in gabella ai fratelli Ignazio e Vincenzo Florio.
La solfatara era già attiva nel 1839, oggi è abbandonata.